# What’s Rock and Roll?
What’s Rock and Roll? ist das zweite Studioalbum der britischen Indie-Rock-Band The Reytons. Das Album erschien am 20. Januar 2023 im Selbstverlag und erreichte Platz eins der britischen Albumcharts.

## Entstehung
Das Album wurde innerhalb von fünf Wochen geschrieben und aufgenommen. Sänger Jonny Yerrell bezeichnete das Album als „Verlängerung“ des Debütalbums. Ihr zweites Studioalbum wollte die Band im Selbstverlag veröffentlichen, um die kreative Kontrolle nicht abzugeben. In den Monaten vor der Veröffentlichung hätte die Band zahlreiche Angebote verschiedener Plattenlabels erhalten, die aber allesamt abgelehnt wurden. Wie bereits beim Vorgängeralbum Kids Off the Estate behandeln die Lieder von What’s Rock and Roll Themen wie die Untertöne und Kämpfe des von den Tory zerstörten Vereinigten Königreich, unerwiderte Liebe, die Launen von Sozialen Medien und Beziehungen über das Internet.
Das Album wurde von David Watts produziert und gemischt, während Dick Beetham das Mastering übernahm. Für die Lieder Avalanche, Cash in Hand & Fake IDs, Fading, One More Reason und Uninvited wurden Musikvideos veröffentlicht. Insgesamt erschien das Album in 32 verschiedenen Versionen.

## Titelliste
1. 15 Minutes in the Algorithm – 3:13
2. Istanbul – 2:43
3. Avalanche – 3:10
4. Love in Transaction – 3:10
5. Little Bastards – 3:18
6. Cash in Hand & Fake IDs – 3:18
7. VMC – 2:35
8. One More Reason – 3:20
9. Monthly Subscription – 2:47
10. Fading – 3:06
11. It’s a Fuck About – 0:57
12. Uninvited – 2:30

## Rezeption

### Rezensionen
Travis Ward vom Onlinemagazin RGM beschrieb das Album als „großartige Kollektion von Indie-Rock-Stilen“ mit „sehr cleveren Wortspielen“. Man wäre zwar erst im ersten Monat des Jahres 2023, aber das Album wäre „eines der besten britischen Indie-Alben seit Jahren“ von einer Band, die „sich wirklich selbst gefunden hat“. Ludovic Hunter-Tilney von der Financial Times schrieb, dass Jonny Yerrell Kommentare „in den schnaufenden Ton eines Nörglers im Pub herabtauchen“. Aber das Album hat Hingabe und Schwung. Hunter-Tilney vergab drei von fünf Punkten.

### Chartplatzierungen
Erstmals erreichte die Band Platz eins der britischen Albumcharts und verkaufte in der ersten Woche 12.252 Einheiten. Der letzte Künstler, der es ohne Plattenvertrag auf Platz eins der britischen Albumcharts schaffte, war der Rapper Central Cee im März 2022.
| ChartsChartplatzierungen     | Höchstplatzierung | Wochen |
| ---------------------------- | ----------------- | ------ |
| Vereinigtes Königreich (OCC) | 1 (2 Wo.)         | 2      |